# Йеменское Мутаваккилийское королевство
Йеменское Мутаваккилийское Королевство (араб. المملكة المتوكلية اليمنية‎, в ряде переводов встречается как Йеменское Мутаваккилитское Королевство или Мутаваккилитское Королевство Йемена) — государство на территории современного Йемена в его северной части, существовавшее с 1918 года по 1962 год.

## История
1918 год — Османская империя разгромлена, зейдиты снова устанавливают контроль над значительной частью Йемена.
30 октября 1918 года, после разгрома Османской империи в ходе Первой мировой войны зейдитский имам шейх Яхья бен Мухаммед Хамид-ад-Дин провозгласил независимость страны, а через три дня объявил себя королём.
В годы войны английские войска оккупировали йеменский остров Камаран (1915) и прибрежную пустыню Тихаму (в том числе город-порт Ходейда, которую в 1921 году Англия передала эмирату Асир); возник англо-йеменский конфликт 1918—1928 годов. Горный Йемен был блокирован, его внешнеторговые связи прерваны. Южные районы стали театром постоянных столкновений английских войск и племён Йемена.
- 1918 год — Турки уступают Таиз получившему независимость Йеменскому Королевству.
- 1919 год — В 1919 году провозгласивший себя королём Йемена Яхья бен Мухаммед Хамид-ад-Дин окончательно разорвал вассальные отношения с Турцией. Государство Яхьи, занимавшее в то время горный Йемен, стало центром объединительного движения йеменских племен[1]. Усилиями Яхьи бен Мухаммеда была создана армия королевства.
- 1920 год — Йеменское королевство получило название «Йеменское Мутаваккилийское королевство».
- 1921 год — После капитуляции турок англичане занимали порт Ходейда с 1918 по 1921 год[1].
- Имам Яхья также развернул активную кампанию по укреплению йеменской государственности, объединив племена Северного Йемена и подавляя восстания сепаратистов в 1922—1923 годах, и проводил курс на международное признание Йемена.
- 1923 год — Подписание Лозаннского мирного договора, определившего границы современной Турции.
- 1923 год — После подписания Лозаннского мирного договора и распада Османской империи, остров Камаран был подчинён администрации английской колонии Аден.

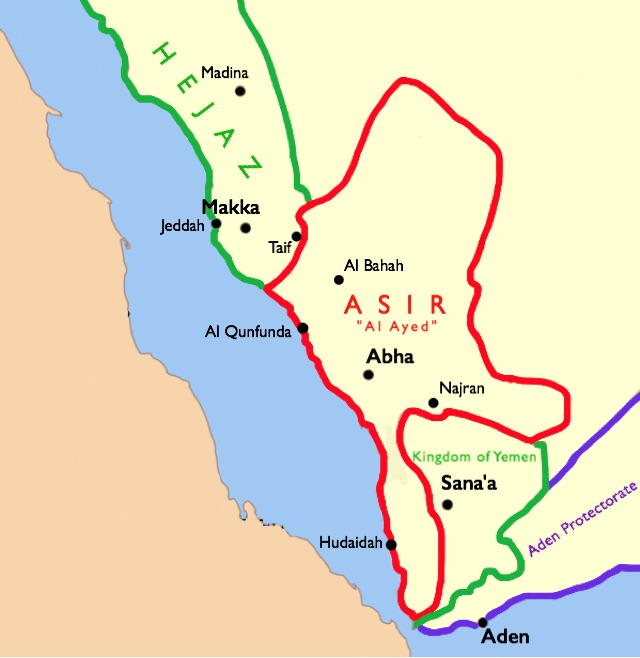
Карта после соглашения в Мекке 1926 года, которое было подписали между собой Абдель-Азиз, король Хиджаза и Неджда и прочего, а также имам княжества Идриси Хасан бин Али Идрисси.

- В 1925 году была освобождена Ходейда и остальная территория Тихамы[1].
- 1926 год — Первым международным договором стал договор королевства с Италией, подписанный в 1926 году в Сане.
- 1926 год — В Анкаре (Турция) состоялись первые контакты официальных представителей Йемена с дипломатами СССР.
- 1 ноября 1928 года — Между СССР и Йеменским Мутаваккилийским Королевством заключён договор о дружбе и торговле.
- 1932 год — Эмир Асира аль-Идриси провозгласил независимость эмирата от Саудовской Аравии. После подавления асирского восстания аль-Идриси бежит в Йемен.
- Март 1933 года — Посланцы имама Йемена Яхьи и саудовского короля Абдель Азиза встречаются и обсуждают возможность восстановления власти аль-Идриси. Посланники Абдель Азиза настаивали на передаче северного Асира и выдаче членов семьи аль-Идриси.
- Май 1933 года — Йемен захватывает Неджран, который считался йеменцами частью Йемена, блокирует транспортные пути из Асира в Неджд.
- 1934 год — Заключение англо-йеменского договора (Санаа), по которому Великобритания сохраняет за собой Аденские протектораты.
- 1934 год — Войска принца Саудовской Аравии Фейсала и его брата короля Сауда Ибн Абдула Азиза завоевывают провинцию Асир.
- 1934 год — Подписание Таифского договора (вблизи г. Ходейда), по которому провинция Асир переходит к Саудовской Аравии.
- Середина 1930-х гг. — было основано Движение свободных йеменцев
- 1935 год — Англичанка Фрейя Старк посещает Хадрамаут.
- 1937 год — Извержение вулкана в Йемене.
- 15 октября 1937 года — Продление Итало-йеменского договора 1926 года.
- Конец 1930-х годов — После заключения «мира Инграмса», Хадрамаут вошёл в состав Восточного протектората Аден Великобритании.
- 1944 год — Поэт Мухаммед Аль Зубайри, «отец революции» на севере, возвращается в Йемен из Египта, но вскоре спасается бегством на юг, где формирует Партию свободных йеменцев.
- 1945 год — Король Яхья бен Мухаммед поддержал создание Лиги арабских государств. Йемен входит в состав Лиги арабских государств.
- 1947 год — Принятие Йемена в ООН.
- 17 февраля 1948 года — Король Яхья бен Мухаммед застрелен наёмным убийцей в результате заговора семьи аль-Вазири.
- 1948 год — Первая Йеменская революция. Место убитого короля Яхьи занимает имам Ахмад. Столица переносится в город Таиз, который также становится резиденцией имама.
- 1950 год — Англо-йеменская конференция в Лондоне, подписание Англо-йеменского договора.
- 1950—1951 годы — Американский археолог Вендэл Филлипс начинает археологические раскопки города Мариб, где был открыт овальный храм, посвященный богу Луны.
- 1952 год — Имам Ахмад запрещает прослушивание радио в публичных местах.
- 1954 год — Королева Великобритании Елизавета II посещает город Аден.
- 1954 год — Открытие нефтеперерабатывающего завода, построенного «Бритиш Петролеум», и порта на Малом Адене.
- 1955 год — Первые выборы в законодательный совет в Адене.
- 1955 год — Восстание гарнизона в Таизе, подавленное через несколько дней.
- 31 октября 1955 года — в Каире (Египет) подписан Договор о дружбе, возобновивший договор 1928 года и установивший между СССР и Йеменом дипломатические отношения (обмен ратификационными грамотами произведен 30 марта 1956 г. в Каире).
- 23 апреля 1956 года — СССР и Йеменское королевство договорились о взаимном открытии дипломатических миссий (в 1956—1958 миссия СССР располагалась в Каире, откуда была перенесена в 1958 в Таиз).
- 8 марта 1956 года — в Каире между СССР и Йеменским Мутаваккилийским Королевством подписано Соглашение о торговле и платежах.
- 21 июня — 11 июля 1956 года — наследный принц ЙМК Мухаммед аль-Бадр посетил СССР с дружественным визитом, в ходе которого подписано Соглашение об экономическом и техническом сотрудничестве.
- 1957 год — начало военно-технического сотрудничества между СССР и ЙМК.
- Начало 1958 года — Под влиянием проводимой Гамалем Абдель Насером политики, направленной против британского колониального господства на Ближнем Востоке, в Адене начало зарождаться антибританское движение, пока ещё не проявлявшее себя явно. Вслед за созданием Объединенной Арабской Республики (февраль 1958), Насер предложил Йемену примкнуть к ней, что ставило под угрозу существование Аденского протектората. Опасаясь потерять колонию, британские власти приняли решение об объединении отдельных южнойеменских княжеств под английской короной.
- 8 марта 1958 года — Йеменское Королевство входит в конфедерацию с Объединённой Арабской Республикой, состоящей из Египта и Сирии.
- 1958 год — в Таизе открылась миссия СССР (перенесена из Каира).
- 1958—1961 — советские специалисты строят новый порт в Ходейде (порт «Ахмади»).
- Февраль 1959 года — создана Федерация Арабских Эмиратов Юга, впоследствии переименована в Федерацию Южной Аравии, в которую вошли 6 княжеств Западного протектората. На востоке султанаты Катири и Куайти отказались вступать в Федерацию.

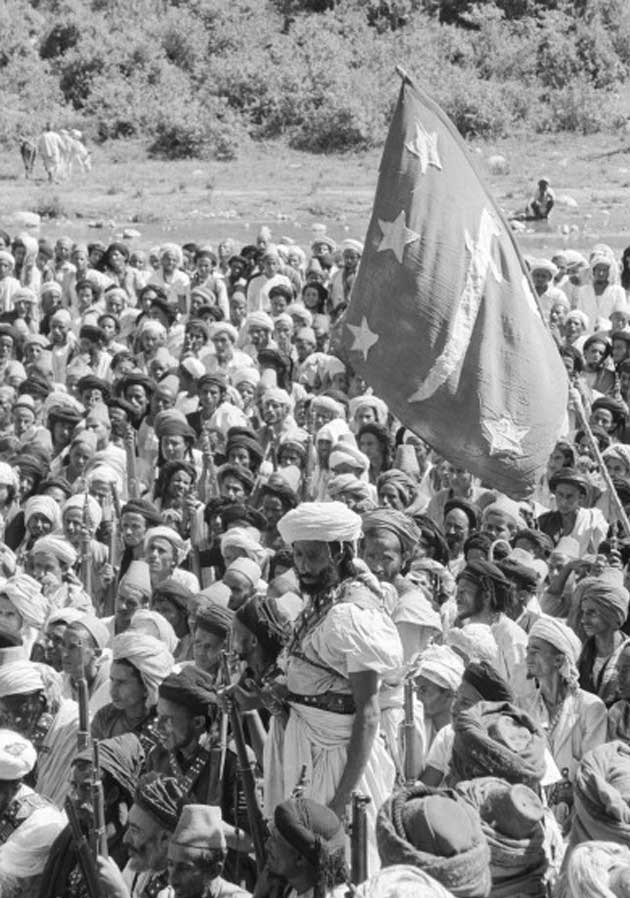
Лагерь роялистов в 1962 году. Йемен.

- 1959 год — советское Общество Красного Креста и Красного Полумесяца направило в Йемен 10 тыс. тонн пшеницы для помощи в преодолении последствий засухи.
- 1960-е — В Таизе открываются первые в Йемене водоочистные сооружения.
- 1961 год — советские специалисты построили портовые сооружения в Ходейде (порт «Ахмади»). Строительство началось в 1958 году.
- 1961 год — Объединенная Арабская Республика прекратила существование.
- 1962 год — Столица снова перенесена в Санаа.
- 24 июня 1962 года — в Санаа, в бывшей резиденции принца Касима, разместилось Посольство СССР (перенесено из Таиза).
- 18 сентября 1962 года — в Таизе скончался король Йемена имам Ахмед ибн Яхья Хамидаддин. Принц Мухаммед аль-Бадр провозглашён королём[2].
- 26 сентября 1962 года — Йеменская армия при поддержке танков штурмом взяла королевский дворец Дар аль-Башаир в Сане. В ходе переворота свергнут новый имам Мухаммед аль-Бадр, пришедший к власти неделей раньше, после смерти своего отца; провозглашена Йеменская Арабская Республика[3]. Сформирован Совет революционного командования во главе с Абдаллой ас-Саллялем. В тот же день в Сану и Таиз прибыли египетские войска[4][5].
- 29 сентября 1962 года — СССР признал Совет революционного командования.

Йеменское Мутаваккилийское Королевство (1918—1923)
Йеменское Мутаваккилийское Королевство (1927—1962)

## Внешняя политика
1 ноября 1928 между СССР и Йеменским Мутаваккилийским Королевством заключён договор о дружбе и торговле.

## Монархи
| Nº | Портрет | Имя                                                        | Начало правления | Окончание правления | Примечания                                       |
| -- | ------- | ---------------------------------------------------------- | ---------------- | ------------------- | ------------------------------------------------ |
| 1  |         | Яхья бин Мухаммед Хамид-ад-Дин يحيى حميد الدين (1869—1948) | 30 октября 1918  | 17 февраля 1948     | Имам. Убит в результате заговора.                |
| 2  |         | Ахмед бен Яхья Хамидаддин أحمد بن يحيى (1891—1962)         | 17 февраля 1948  | 18 сентября 1962    | Имам                                             |
| 3  |         | Мухаммад аль-Бадр المنصور محمد البدر بن أحمد (1926—1996)   | 18 сентября 1962 | 1 ноября 1970       | Имам. Свергнут в результате военного переворота. |